# Ofa Tu'ungafasi
Ofa Tu'ungafasi (Nukuʻalofa, 19 aprile 1992) è un rugbista a 15 neozelandese, di origine tongana, pilone dei Blues in Super Rugby, nazionale per la Nuova Zelanda dal 2016.

## Biografia
Tu'ungafasi nacque nelle isole Tonga, ma a quattordici anni si trasferì con la famiglia in Nuova Zelanda. Suo padre Mofuike Tu'ungafasi giocava seconda linea e aveva fatto parte della squadra tongana che disputò la Coppa del Mondo di rugby 1987. Uno dei suoi dieci fratelli, Isileli Tu'ungafasi, gioca come lui pilone nell'Auckland.
A livello professionistico fece il suo debutto con la maglia di Auckland nella partita contro Hawke's Bay valida per la stagione 2012 dell'ITM Cup. Le sue prestazioni nella competizione, terminata con la sconfitta in finale contro Canterbury (non giocata da Tu'ungafasi) lo portarono ad essere inserito nella squadra dei Blues per disputare il Super Rugby 2013. Dal 2014 giocò tutte le partite delle sue squadre nel campionato provinciale e in Super Rugby saltandone solo due con i Blues. Nel 2015 prese parte come titolare alla finale di National Provincial Championship persa da Auckland sempre contro Canterbury.
A livello internazionale Tu'ungafasi, dopo aver fatto parte della nazionale under-17 neozelandese, fu inserito nella squadra under-20 della Nuova Zelanda che disputò il Campionato mondiale giovanile di rugby 2012, competizione dove giocò tutte e cinque partite, compresa la finale persa con il Sudafrica, e segnò una meta. Nel giugno 2015 fu convocato dal coach degli All Blacks Steve Hansen per un training camp. Tu'ungafasi fece il suo debutto con i "tuttineri" nel vittorioso ultimo test match del tour del Galles in Nuova Zelanda. Durante il The Rugby Championship 2016 ottenne la sua seconda presenza con gli All Blacks nella partita vinta, a Buenos Aires, contro l'Argentina.

## Palmarès
- Super Rugby: 1
Blues: 2024
- Rugby Championship: 1
Nuova Zelanda: 2016